# Hobbit-Haus
Das Hobbit-Haus ist ein von dem Holzkünstler Alois Riederer seit 2014 errichtetes Gebäude in Hohenthann, Landkreis Landshut, das im Stil den Hobbit-Häusern aus der  Filmtrilogie Der Hobbit nachempfunden ist. Zwischen Riederer und den Baugenehmigungsbehörden gab es Kontroversen, über die überregional berichtet wurde.

## Bauform
Der Schreiner und Künstler Riederer verwendete für den Bau natürliche Materialien, die möglichst in ihrem ursprünglichen Zustand belassen wurden. Dementsprechend entstand der Bau nach und nach, je nach Auffinden der Materialien. Der Bau begann mit einem alten Apfelbaum, den Riderer stehend im Boden seines Gartens stabilisierte. Das Werk wurde über die Jahre zweigeschossig, das Geäst des Baumes diente als Dachstuhl. Als Material für die Wände im Erdgeschoss dienten vor allem Holz und Ziegelsteine, im Obergeschoss unterschiedlich farbige Lehmarten. Das Dach wurde mit einer Blumenwiese begrünt.

## Baurechtliches
Die Kontroverse über das Baurecht begann mit der Einschätzung, ob es sich bei dem Werk um Kunst oder ein dem Baurecht unterworfenes Haus handelt. Riederer baute das Gebäude zunächst ohne eine Genehmigung. 2018 wurde ihm vom Landratsamt Landshut per Bescheid eine Beseitigungsanordnung überstellt. Er reichte einen nachträglichen Bauantrag ein, zu dem im April 2019 vom Gemeinderat Hohenthann das Einvernehmen (nach § 36 BauGB) erteilt wurde. Das Einvernehmen erhielt er jedoch unter der Auflage einer ausschließlich privaten Nutzung. Riederer errichtete deshalb eine Einfriedung, so dass Interessierte das Gebäude nur noch mit Abstand betrachten können. Bereits mit der Beseitigungsanordnung 2018 machte das Landratsamt Landshut jedoch deutlich, dass die Kunstfreiheit nicht das Baurecht aushebele. Das Landratsamt war weiterhin der Meinung, dass das Gebäude in seiner heutigen Bauweise nicht genehmigungsfähig sei.
Im Sommer 2020 lehnte das Landratsamt Landshut den nachträglichen Bauantrag ab. Riederer kündigte an, gegen die Ablehnung gerichtlich vorzugehen. Unterstützung erhielt er dabei vom Musiker und Sänger Fredl Fesl, vom Musiker und Komponisten Hans-Jürgen Buchner (Haindling) und vom Profibergsteiger und Extremkletterer Alexander Huber (Huberbuam). Im Jahr 2022 einigten sich Landratsamt und Riederer auf einen Vergleich; der Abrissbescheid wurde zurückgezogen, das Hobbit-Haus darf nicht der Öffentlichkeit zugänglich gemacht werden und soll als Künstlerwerkstatt genutzt werden.
Überregionale wie auch regionale Medien wie Süddeutsche Zeitung, n-tv, ARD und Bild berichteten über die Kontroverse.